# First Rock
Der First Rock (von englisch first ‚zuerst, vorderst‘) ist eine Felseninsel an der Südspitze Südgeorgiens. Sie liegt 1,5 km südsüdöstlich der Insel Brøde und 3 km südlich des Kap Disappointment.
Sie ist die erste, das heißt südlichste, dreier Inseln südlich des Kap Disappointment, die der britische Seefahrer und Entdecker James Cook 1775 bei seiner zweiten Südseereise (1772–1775) entdeckte. Die beiden anderen sind Brøde und Green Island. Ihren an ihre geografische Lage angelehnten Namen erhielt die Insel durch Wissenschaftler der britischen Discovery Investigations, die Südgeorgien in der Zeit von 1926 bis 1930 kartografisch erfassten.